# 前橋市連続強盗殺人事件
前橋市連続強盗殺人事件（まえばしし れんぞく ごうとうさつじんじけん）は、2014年（平成26年）11月11日に高齢者1名が殺害、12月16日に高齢者夫婦が殺傷された、群馬県前橋市で発生した連続強盗殺人事件である。

## 概要
2014年11月11日、群馬県前橋市日吉町のA宅でA（93歳女性）が殺害され、現金7000円とリュックサックを盗まれる事件が発生した。同年12月16日には同市三俣町のB夫妻宅でB（81歳）が包丁で刺され、18日に死亡、Bの妻（当時80歳）が重傷を負い、リンゴ2個を盗まれる事件が発生した。両事件の犯人として同市本町に住む男T（当時26歳）が逮捕された。
公判ではTを情状鑑定した医師からTの広汎性発達障害やパーソナリティー障害が事件に与えた影響の証言がなされ、Tの持つ障害の影響と、殺意の度合いが争点となった。判決では「強固な殺意」を認定、Tの障害に関しては「殺害の決行そのものはT自身の意思によるもの」とし、障害との関連を否定し、一審の死刑判決が維持され、2020年（令和2年）9月の最高裁判決で確定した。

## 事件に至るまで
1988年（昭和63年）、Tは栃木県の山間部で生まれたが、2年ほどで父親の浮気と暴力が原因で両親は離婚した。TとTの姉を連れて家を出たTの母親はほどなく再婚し、2年後に再び離婚した。1回目の離婚で「片親の限界」を感じていたTの母親は4歳のTを児童養護施設に預けた。
Tは施設で壮絶ないじめを受け、学校でもいじめを受けた。高校入学とともにTは施設を出て、福島県内の母親の実家で祖父母と伯母の4人で暮らし始めたが、伯母から食事を抜かれるなどの嫌がらせを受けた 。
高校卒業後、Tは福島で塗装業の仕事に就いたが、仕事にも慣れず、職場で孤立した末、7ヶ月で解雇された。その後群馬県に住む母親の元に身を寄せたTだったが、母親の同棲相手と折り合いがつかず、1週間ほどで逃げ出した。生活保護を受給する時期を経て、群馬県内のラーメン店でアルバイトをはじめたことでTの生活はようやく安定し、このころ、母親とも交流を重ねた。だが、ほどなく母親は親の介護を理由に福島の実家で暮らすようになり、再びTと会うことは無くなった。
Tは2011年（平成23年）ごろからスマートフォンの課金ゲームをはじめ、2013年（平成25年）ごろから消費者金融から借金をするようになった。Tは2014年（平成26年）9月に警備会社の仕事を辞めてからは無職だったが、辞めてからも課金ゲームは続け、10月末に料金滞納を理由に携帯電話の利用ができなくなり、11月中旬にはガスが、12月中旬には電気が止まっていた。仕事を辞めたことで生活が困窮したTだったが、「人と接するのが嫌」であることを理由に仕事には就いていなかった。

## 事件の経過
2014年11月11日、前橋市日吉町の住宅で、そこに住む93歳女性Aが寝室で頭から血を流し布団の上で死亡しているのをAの長女が発見した。犯人は午前3時頃にA宅に侵入し、午前5時ごろ、Aの頭や顔などをバールで殴った後、包丁で複数回突き刺し殺害、現金7千円とリュックサックを奪った。
12月16日、前橋市三俣町で老夫婦殺人未遂事件が発生、犯人はリンゴ2個を盗み、81歳男性B を包丁で刺し、Bは18日に死亡、Bの妻（当時80歳）は重傷を負った 。群馬県警は11月に起きた強盗殺人事件と手口が似ている点もあることから２つの事件を併合した捜査本部を群馬県警に設置した。
12月21日、前橋市のラーメン店でチャーシュー、メンマ、ひき肉など約8,000円相当が盗まれる。23日、防犯カメラの映像から6月まで同店で働いていた前橋市本町に住む男T（当時26歳）が建造物侵入容疑で逮捕された。
12月26日、三俣町事件で首や胸などに重傷を負ったBの妻への殺人未遂容疑でTは再逮捕された。逮捕の決め手は、ラーメン店に侵入した際のTの足跡と三俣事件で現場に残された足跡が一致したことと、現場に残されたリンゴだった。現場には齧った状態のリンゴが複数残されており、リンゴに付着したDNA型がTと一致した 。
2015年（平成27年）1月15日、三俣町事件でBを刃物で首を刺して殺害したとして、Tは殺人容疑で再逮捕された。Tは「カネと食料品が目的だった。高齢者が住んでいそうな平屋の家を狙った」などと語り、容疑を認めた 。
2月6日、日吉町事件の強盗殺人容疑でT再逮捕。Tは「家の人に見つかれば、殺してでもお金や食べ物が欲しかった」と供述し、困窮が動機にあることを述べた。
2月26日、前橋地方検察庁はすでに三俣町事件で強盗殺人などの罪で起訴していたTを、日吉町事件でも強盗殺人などの罪で追起訴した 。
同日、Tの弁護団は前橋市で記者会見を行い、Tの生育環境が事件に影響を与えた可能性もあるとして情状鑑定を求めることを検討していると明かした。弁護団は、日吉町の事件では被害者宅に侵入後「トイレの中で震えながら数時間隠れていた」、三俣町事件では被害者宅に侵入後、「足が震えてまともに歩けず、足の震えを止めようとリンゴを食べ、部屋に隠れていた」とTが話していることを明かし、Tが犯行に至った経緯を「仕事を辞めて生活に困窮し、誰にも助けを求めることができず、視野狭窄に陥った。当初から殺人に及ぶ意思はなく、窃盗行為すら躊躇していた」などと説明した。

## 裁判
裁判に先立ち、弁護側はTの生い立ちなどを分析する情状鑑定を前橋地方裁判所に申請した。鑑定により、発達障害の疑いや事件当時、飢餓状態にあった疑いがあるとの結果が出た。情状鑑定はTに責任能力があるという前提で、2015年11月から12月にかけて行われた。
2016年（平成28年）6月30日、Tの裁判員裁判の初公判が前橋地裁（鈴木秀行裁判長）で開かれた。Tは無言のまま認否については触れず、弁護人がTに代わって金などを奪ったことについては認めた上で、「犯行前の時点では殺意がなく、被告の行為は未必の殺意である」と主張した。
7月5日の公判では情状鑑定した医師が出廷し、Tの広汎性発達障害やパーソナリティー障害が犯行に与えた影響について証言した。医師はA殺害とBの妻に対する傷害について、Tが被害者の家の中で長時間待機し、「どう行動したらいいのか葛藤する中、Aさんが起きるなどの突発的状況の変化に感情が大きく動揺。衝動性が表われ、犯行に及んだ」とし、障害の影響があったと述べた。一方でB殺害については「顔を見られたことから保身の気持ちが強く作用した」として障害の影響を否定した。医師は面談の中でTが「 人生を、もう一度やり直したいという思いはない。つらかったから 」と語っていたことも明かした。
7月7日の公判では、Tの供述調書が読み上げられ、取り調べ時のDVDが法廷で再生された。供述調書の中でTが経済的に限界を迎えて強盗をしようと考えたこと、被害者が抵抗しないなら縛って口座の暗証番号を聞き出し、「見つかったら殺してしまおう」と考えていたことが明らかにされた。また、第2の犯行を決意した時に、日吉町での犯行で使ったバールを「同一犯で捕まる」と考えて捨てたことも明らかになった 。
7月11日の論告求刑公判で、「強固な殺意は明らかだ」と主張した検察は死刑を求刑した。Tの障害については離職に影響した点において「一定程度考慮すべき点もある」としたものの、「殺害と障害とは関係ない」と断じた。一方で弁護側は被害者への攻撃行為は障害の影響があるとして無期懲役を求めた。裁判長から「何か言いたいことはありますか」と問われたTは突然ふらふらと立ち上がり、遺族らに向かって「すいませんでした」と述べ、約10秒間頭を下げた。6回の公判でTが頭を下げたのは初めてだった。公判を通じてTは被告人質問で長時間沈黙したり、「覚えていません」と答えるなど、事件のことを語ることはほとんどなかった。
7月20日、判決公判が開かれ、鈴木秀行裁判長は「小柄で非力な高齢者に対する一方的な凶行は、卑劣かつ冷酷」として、求刑通りTに死刑判決を言い渡した。公判の中で弁護側は生い立ちや障害が犯行に影響を与え、死亡した2人への殺意は「弱かった」と主張していたが、判決では「自らの行為を認識し、確定的な殺意があったと強く推認できる」とし、これを退けた。
2018年（平成30年）2月14日、東京高等裁判所（栃木力裁判長）は、前橋地裁の裁判員裁判判決を支持して、弁護側の控訴を棄却した。弁護側は犯行はパーソナリティー障害の影響によるもので、確定的な殺意はなかったと主張したが、判決は被害者らに繰り返し包丁を突き刺したことなどから「被害者を殺害する意思で攻撃を加えたことは明らか」とし、Tの障害については「直接的な影響は認められず、犯行は被告の自由意思によるもの」とした。
2020年（令和2年）9月8日、最高裁第3小法廷（林道晴裁判長）は、弁護側の上告を棄却した。判決はA・Bに対する殺意を強固なものとし、Tのパーソナリティー障害についてはTが生活苦に陥ったことに影響を与えたとし、「金目のものが見付からないにもかかわらず、（中略）そのまま現場に長時間とどまっていたこと」や執拗な殺害行為の態様に「障害の特性が現れている」としたものの、殺害の決行そのものはT自身の意思によるものとし、障害との関連を否定した。